# Mimophobetron
Mimophobetron és un gènere monotípic d'arnes de la família Crambidae descrit per Eugene G. Munroe el 1950. Conté només una espècie, Mimophobetron pyropsalis, descrita per George Hampson el 1904, que es troba a Amèrica Central (Panamà, Costa Rica, Mèxic, Hondures), Bahames i Florida.